# جورج كينغ (لاعب كريكت نيوزلندي)
جورج كينغ (1845 في المملكة المتحدة - 1894 في نيوزيلندا) (بالإنجليزية: George King)‏ هو لاعب كريكت نيوزلندي.

## وصلات خارجية
- جورج كينغ على موقع إي آس بي آن كريك إنفو (الإنجليزية)